# Ora mai
Ora mai è un singolo del cantautore italiano Lele, pubblicato il 12 dicembre 2016 come primo estratto della riedizione del primo album in studio Costruire 2.0.
Il brano è stato presentato in occasione della partecipazione dell'artista a Sanremo Giovani 2016, qualificandosi per la partecipazione al Festival di Sanremo 2017 nella sezione "Nuove proposte", ottenendo la vittoria finale nella serata del 10 febbraio.

## Descrizione
Il brano è stato scritto dallo stesso Lele insieme a Rory Di Benedetto e Rosario Canale ed è stata inserita nella riedizione dell'album d'esordio dell'artista, Costruire 2.0.

## Tracce
Testi e musiche di Raffaele Esposito, Rory Di Benedetto e Rosario Canale.
1. Ora mai – 2:50

## Classifiche
| Classifica (2017) | Posizione massima |
| ----------------- | ----------------- |
| Italia            | 25                |